# Trachypithecus hatinhensis
Il presbite dell'Hatinh (Trachypithecus hatinhensis) è una specie di scimmia del Vecchio Mondo altamente minacciata che vive nelle foreste calcaree del Vietnam, specialmente nella Provincia di Quang Binh. Una recente spedizione ne ha scoperta una piccola popolazione nella Provincia di Quang Tri. Contrariamente al suo nome, non sembra che si trovi nella Provincia di Ha Tinh. I Van Kieu, una minoranza etnica locale, indicano questo presbite con il nome di Con Cung, che tradotto letteralmente significa «scimmia nera dalla coda lunga che abita sulle rupi». Nell'aspetto ricorda il presbite di Francois (T. francoisi), suo stretto parente, ma le strisce bianche sulle guance si estendono fino a dietro le orecchie, sulla nuca.

## Comportamento
Questo langur, di abitudini diurne e in gran parte arboricolo, è una specie sociale e generalmente vive in gruppi di 2-15 esemplari, anche se occasionalmente se ne possono trovare di 30. In passato è stato spesso considerato una sottospecie del presbite di Francois, ma nel 1995 è stato elevato al rango di specie vera e propria da Bradon-Jones, classificazione accettata anche da Groves nel 2005. Entrambi, tuttavia, lo hanno classificato come sottospecie nel 2004, e gli studi genetici sembrano suggerire che si tratti in verità di una sottospecie del presbite del Laos (T. laotum).